# Mireya Cueto

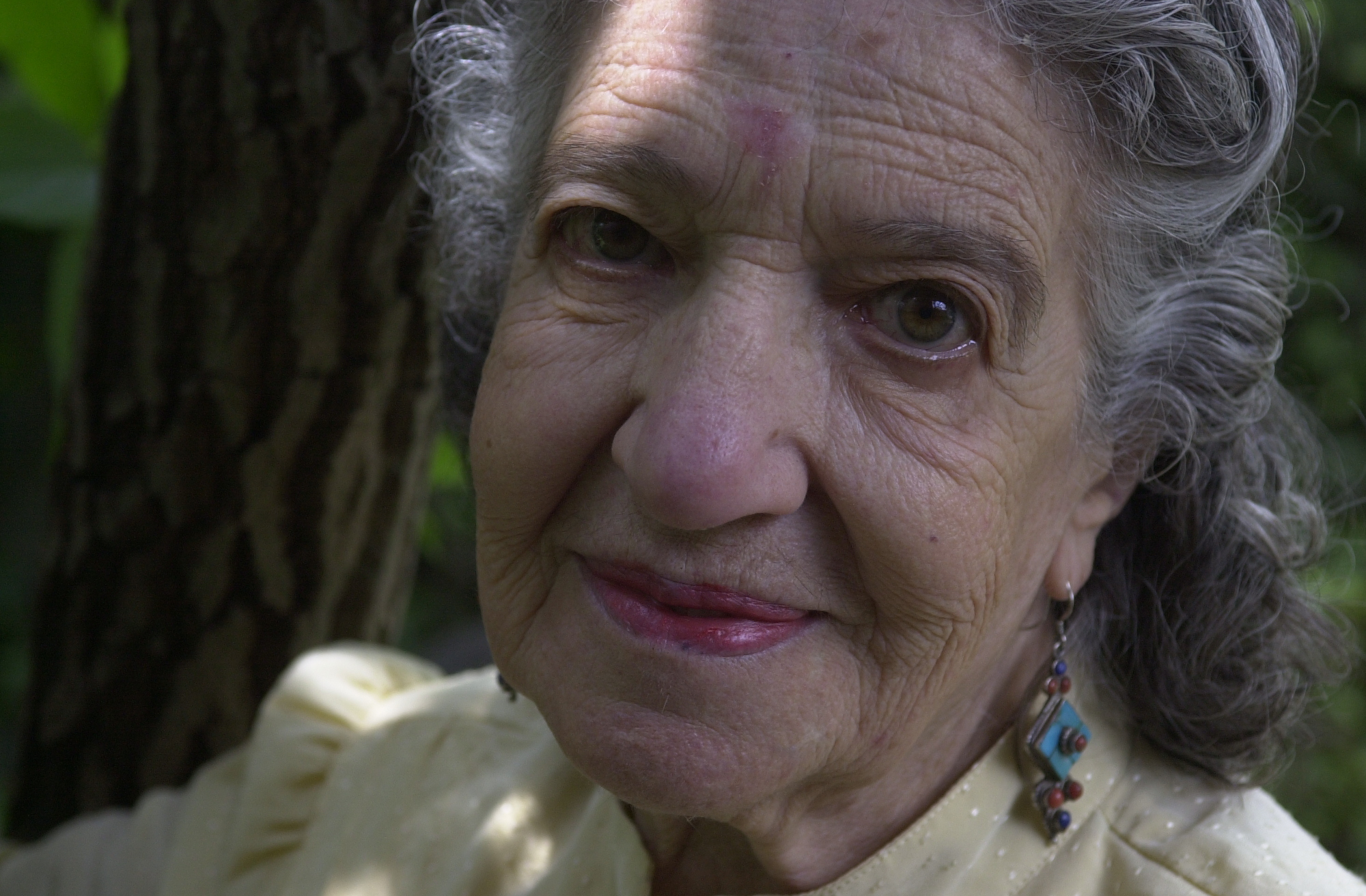
Mireya Cueto, 2000

Mireya Cueto (* 3. Februar 1922 in Mexiko-Stadt; † 26. April 2013 ebenda) war eine mexikanische Puppenspielerin, Schriftstellerin und Dramaturgin sowie Mitbegründerin des nationalen Marionettenmuseums Museo Nacional de Títeres (MUNATI) in Huamantla im Bundesstaat Tlaxcala.
Cueto war die Tochter der Künstler Germán und Lola Cueto, die ebenfalls bekannte Puppenspieler waren. Seit 2001 wird in Mexiko ihr zu Ehren jährlich im August durch den Consejo Nacional para la Cultura y las Artes (CONACULTA) als Hauptveranstalter das nationale Puppenspielfestival Festival nacional de Títeres „Mireya Cueto“ ausgetragen. 2006 erhielt sie in Madrid den internationalen „Gorgorito“-Preis der Unión Nacional de Intérpretes de Marionetas (UNIMA).